# Ліхтенберг Яків Григорович
Яків Григорович Ліхтенберг (15 жовтня 1899 , Брест-Литовськ, Російська імперія  — 4 вересня 1982 , Москва ) — радянський архітектор. Лауреат Сталінської премії другого ступеня (1941).

## Біографія
У 1921—1929 роках навчався на архітектурному відділенні ХІСІ. Працював у Харкові в системі «Укрпромбуду» (1927—1929 та у 1930—1933 — у Гіпрограді. У студентські роки брав участь у розробці проєкту будівлі Держпрому (архітектори С. Серафімов, С. Кравець, М. Фельгер, Харків, СРСР). 1927-го по 1929-й працював у системі «Укрпромбуду», а з 1930-го по 1933-й — в «Гіпрограді» (обидвоє — Харьков, СРСР). У 1933 році був запрошений до «Метропроекту», де пропрацював під керівництвом Самуїла Кравця з 1933 по 1939 роки. У 1939—1943 працював у ташкентському Спецпроектбюро, у 1943—1945 — у Держбудпроєкті (Москва), у 1945—1959 роках — у Моспроєкті.
На початку 1960-х років Якову Ліхтенбергу довелося залишити архітектурне проєктування. «Боротьба з низькопоклонством перед Заходом», що розгорнулася в Радянському Союзі наприкінці 1940-х років, і з «безрідними космополітами», під якою ховалася масштабна кампанія державного антисемітизму, позначилася і на роботі Якова Григоровича. Його відрахували з низки проектних організацій, не дозволили займатися відновленням військової бази Морського Флоту — Севастополя, звільнили з Архітектурного інституту, де він мав викладати. Лауреат Сталінської премії був змушений звертатися з листами до органів держбезпеки та до архітектурного керівництва, виправдовуючись від надуманих звинувачень, доводячи, що він є чесною людиною. Єдине, де йому вдалося працювати — це в ГоловАПУ, експертом. Залишок життя він віддав живопису.
Похований на Новодівичому кладовищі.

## Родина
Дочка Елеонора — архітектор.
Внучка Ірина Ліхтенберг (1958 — лютий 2013) — закінчила МАРХІ, працювала в Москві та в Ізраїлі. Автор великих містобудівних проєктів у містах Явне та Ход-Ха-Шарон.

## Основні проєкти та споруди
- Два цементні заводи (1927—1929, Донбас, СРСР);
- Реконструкція цементного заводу (1927—1929, Краматорськ, СРСР);
- Участь у розробці проекту ДЕРЖПРОМУ (1927—1929, Харків, СРСР)
- Лабораторія на турбінному заводі (1927—1929, Харків, СРСР)
- Школа фабрично-заводського навчання на 800 осіб (1927—1929, Харків, СРСР)
- Реконструкція Краматорського цементного заводу (1927—1929, Харків, СРСР)
- Поліклініка (1927—1929, Харків, СРСР)
- Поліклініка (1927—1929, Краматорськ, СРСР)
- Кінотеатр (1930, Харків, СРСР)
- Кінотеатр (1930, Запоріжжя, СРСР, спільно з І. І. Тарановим)
- Житлові будівлі (1930—1932, Харків, Артем'євськ, Макіївка, Єнакієве, СРСР)
- Два універмаги (1930—1932, Харків, СРСР)
- Конкурсний проект театру на 4000 місць (1930, Харків, СРСР), не здійснено
- Конкурсний проект на будівлю клубу (1930, В'ятка, СРСР), не здійснено
- Житлові будинки в м. Харкові, Артеміївську, Макіївці, Єнакієвому, (1930—1932, Харків, СРСР)
- Проект громадського центру з кінотеатром (1931, Харків, СРСР)
- Павільйон Поволжя на ВСХВ (1930-і, Харків, СРСР);
- Павільйон України на ВСХВ (1930-і, Харків, СРСР)
- Станція метро «Кропоткінська», колишня «Палац Рад» (1935, за участю А. Душкіна, Москва, СРСР); відзначено «Гран-прі» на міжнародних виставках у Парижі (1937) та в Брюсселі (1958)
- Житловий будинок на Можайському шосе, нині — Кутузовський проспект, 45, (з Т. М. Кузьменком, 1936, Москва, СРСР);

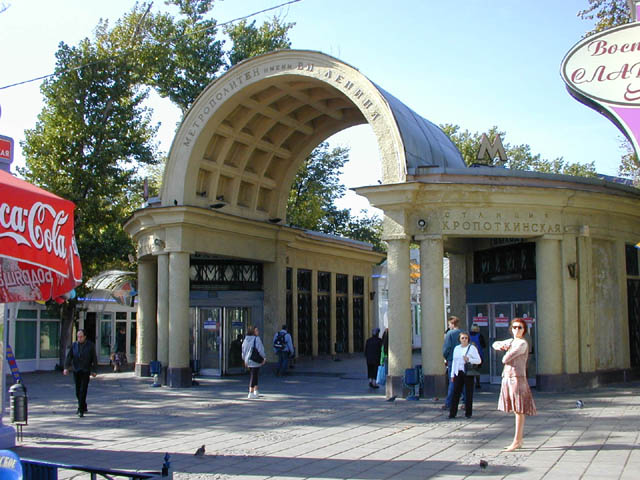
Станція метро «Кропоткінська»

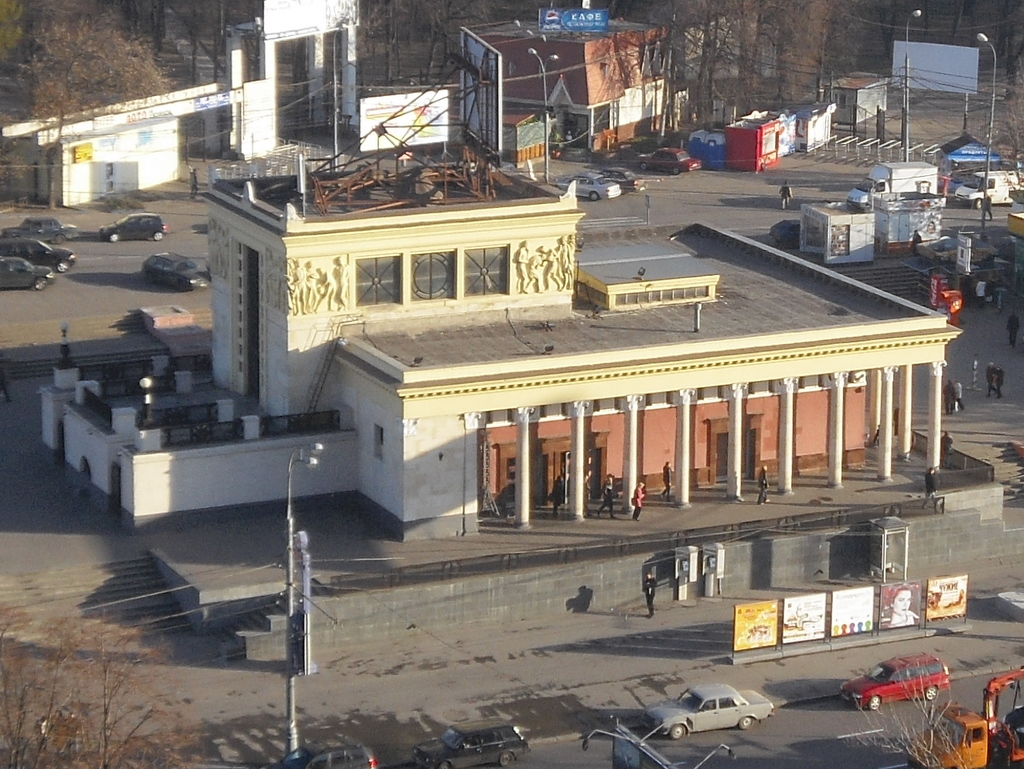
Станція метро «Динамо». Південний вестибюль

- Станція метро «Динамо» (1938, спільно з Юрієм Ревковським та скульпторкою Оленою Янсон-Манізер.

Москва, СРСР,)
- Наземний вестибюль станції метро «Маяковська» (1938, Москва, СРСР)
- Житловий будинок на Крутицькій набережній (1939, Москва, СРСР)
- Будинок культури Військово-морського флоту (1940, Севастополь, СРСР, спільно з С. Кузнєцовим)
- Селища для евакуйованих підприємств в Узбекистані: Чулак-Тау і Беговат, (1940-ті, Ташкент, СРСР)
- Станція метро «Курська» (1940-ті, Москва, СРСР), не здійснено;
- Станція метро «Білоруська» (1940-ті, Москва, СРСР), не здійснено;
- Реконструкція житлового будинку на вулиці Герцена у Москві, 1946;
- Житловий будинок на Бутирському хуторі, нині — вулиця Руставелі (1946, Москва, СРСР);
- Інститут сироваріння та сирозавод (1946, Угліч, СРСР);
- Типові проекти лікарень та поліклінік (1940-ті, Москва, СРСР)
- Туберкульозна лікарня (1946, Дорохово, під Москвою, СРСР);
- Санаторій (1947, Митіщі, під Москвою, СРСР);
- Житловий будинок на Серпуховській площі (1948, Москва, СРСР);
- Станція метро «Курська-Кільцева» (1948, Москва, СРСР), не здійснено;
- Станція метро «Комсомольська-Кільцева» (1948, Москва, СРСР), не здійснено;
- Лікувальний корпус туберкульозного санаторію (1950, Томськ, СРСР).
- Житловий будинок на Ленінградському шосе (1950, Москва, СРСР);
- Житловий будинок у районі Бабушкіно (1952, Москва, СРСР).

## Нагороди і премії
- Сталінська премія другого ступеня (1941) — за архітектурний проект станції «Палац Рад» Московського метрополітену імені Л. М. Кагановича